# フレデリック・フランソワ
フレデリック・フランソワ（Frédéric François, 1950年6月3日 - ）は、イタリアシチリア州レルカーラ・フリッディ出身のイタリア人歌手、作曲家。フランス語話者。ベルギー在住。本名：Francesco Barracato（フランチェスコ・バラカート）。

## 来歴

### 出自と幼年期
1950年6月3日、シチリア州レルカーラ・フリッディで、イタリアの非常につつましい家族のもとに生まれた。ニーナ・サレミと呼ばれるアントニーナと、ペッピーノと呼ばれるジョゼッペ・バラカートの次男。母はレルカーラで針子をし、父は当初レルカーラの硫黄鉱山の鉱夫だった。父は鉱夫として3年契約を獲得し、リエージュの炭鉱で働くためにベルギーに移住した。
1951年にニーナと二人の息子は赤十字の隊列によってティユール で父と合流する。フランチェスコ・バラカートは8人兄弟の家族の中で育った。ペッピーノは、楽しむために、カンツォーネ・ナポレターナ（ナポリ民謡）やオペラのアリアを、自らギターを弾きながら歌った。若いフランチェスコが、ティユールのシチリア人たちの大半が足繁く通ったカフェ「Le Passage à Niveau」で、公衆の面前で「オー・ソレ・ミオ」を初めて歌ったのは、わずか10歳の頃だった。
デビュー 

### デビュー
1963年フランチェスコは、グループ「Les Eperviers（はやぶさたち）」のギターボーカルとしてセミプロの活動を開始した。1965年に技術教育コレージュを止め、それからリエージュの音楽院でヴァイオリンを専攻し、そこで特に発声法や朗読法、声楽の講義を受けた。
1966年、新しいグループ「Les Tigres Sauvages（野生の虎）」を加え、ベルギーのシャトレのフェスティバルの際に、「Microsillon d’Argent（銀のLPレコード）賞」を獲得し、これにはシングルのレコーディングが含まれていた。彼はフランソワ・バラ（François Bara）という名前で「Petite fille（少女）」、「Ne pleure pas（泣かないで）」の2曲をレコーディングした。父はレコード500枚を刷って買い取り、ジュークボックスのためにレコードを売ることに成功した。フェスティバルの勝者フレデリックは、嘱望されたジョニー・アルディ、パスカル・ダネル、崇拝していたミッシェル・ポルナレフの3人のミュージシャンの前座を務めた。
1969年、ベルギー人プロデューサーConstant Defourny（コンスタン・ドゥフルニ）との出逢いが、レコード会社ベルギーのバークレーレコードとの最初の契約へと彼を導いた。1969年6月に「Sylvie（シルヴィー）」をレコーディングし、フレデリック・フランソワ（Frédéric François）の名前での初のシングルをリリースした。この名前は、作曲家ショパン（本名：フレデリック・フランソワ・ショパン）に敬意を表して名づけられた。
オーケストラ「The Best Group（ベストグループ）」での歌の番の際、リエージュ地方のホールで、ソリストとして最初のステージを踏んだ。作曲をした5曲を披露したが、その中にはもちろん「Sylvie（シルヴィー）」が含まれていた。ニューシングル「Les Orgues de Saint Michel（サン・ミシェルのオルガン）」がリリースされたが全くヒットしなかった。その後のシングル「Marian（マリアン）」は、2曲目の「Comme tous les amoureux（すべての恋人たちのように）」とともにリリースされた。これは1970年のユーロビジョン・ソング・コンテストでベルギー代表として特別に作曲されたが、通らなかった。

### 1970年代
1970年、フレデリック・フランソワは、ロナルド・ニーム（1969年）監督のイギリス映画「The Prime of Miss Jean Brodie（ミス・ブロディの青春）」の主題歌のフランス語カバー曲としてニューシングル「Jean（ジーン）」をレコーディングした。この歌はlabel AZ（AZ レーベル）からリリースされ、Europe 1のプログラムのディレクターリュシアン・モリスのお陰で、フランス系ベルギー人の境界を超えた。リュシアンは放送局から曲を流し広めた。これにより若いシンガーフレデリックはヒットパレードに初めてランクインすることができた。しかしこれでも有名になるにはまだ十分ではなかった。彼は「Le pays d’où tu viens（どこかの国の女の子）」と「Shabala（シャバラ）」のシングルを2枚続けてリリースした。この曲は当時のベルギーのラジオ局（RTB）の番組Formule Jで放送され、これによりリスナーの関心が広まっていった。
1970年にフレデリックはモニク・ヴェルコトゥランと結婚した。モニクは鉱夫の娘で、二人は一年前に知り合っていた。彼は新しい曲をレコーディングしたが、今回は、歌のない台詞のみのもので、「I love you je t’aime（アイラブユー ジュテーム）」というモニクとのデュエットだった。
二人の最初の子供グロリア（Gloria）が1971年2月13日に生まれた。「I love you je t’aime（アイラブユー ジュテーム）」は1971年に領海外の停泊船から放送を行ったオランダの海賊放送局「Véronica」で徹底的に番組内でかけられた。このレコードが3万枚売れたことで、フレデリックは初めて本当に一般大衆に知られるようになったと考えられている。しかしモニクは工場での仕事を続けた。フレデリックは音楽で生計を立てるのに苦労し、「Comme on jette une bouteille à la mer（ビンを海に捨てるように）」と、作詞家マリーノ・アトリアが歌詞を担当した「Je n’ai jamais aimé comme je t’aime（まるで初恋のように）」を作曲している際に、ある種の落胆を経験した。 
Formule Jの番組のヒットパレードで13週連続1位を達成。フレデリック・フランソワは、無名時代から抜け出した。これによって、新たにベルギーのヴォーグレーベル（Vogue-Belgique）から「Je n’ai jamais aimé come je t’aime（まるで初恋のように）」を発売することが決まった。このレーベルは、慎重に、ベルギーと国境を接するパ・ド・カレー県のフランスのレコード店でのみ販売した。その結果25万枚の売上を達成した。この6枚目のシングルはフレデリック・フランソワの名前でレコーディングが行われた正真正銘の最初のヒット曲となった。
それから数ヶ月後、第二子ヴァンサンが1972年5月15日に誕生した。1972年の夏には大ヒット曲が生まれ、「Je voudrais dormir près de toi（君のそばで眠りたい）」は、50万枚の売上を記録し、多くの国で第1位に輝いた。
「Laisse-moi vivre ma vie（今日にさようなら）（1972年末- 売上100万枚を記録）」、「Viens te perdre dans mes bras（僕の腕の中に）（1973年）」、「Chicago（シカゴ）（1975年）」を順に発表し、ツアーはいずれも成功を収めた。まさにこの時代の1976年1月8日に次男で第三子に当たるアンソニーが誕生した。フレデリック・フランソワは、「chanteurs à minettes （現代風な若者向けシンガー）」に位置づけられた（例：パトリック・ジュヴェ、クリスチャン・ドラグランジュ、デイヴ、マイク・ブランなど）。1979年まで人気シンガーとしての恩恵を受けたが、ディスコの到来とともにヒットパレードのトップの座から退くことになった。

### 1980年代
鳴かず飛ばずの時期が1982年まで3年続いた。この低迷期が精神的にフレデリックの心身にダメージを与えた。痙攣体質 の重大な発作を起こしやすく、それは新たなヒット曲が約束されたときにのみ、和らいだ。このヒットは、開局したばかりの海賊放送局によるもので、「Adios Amor（アディオス・アモール）」（1982年）が精力的にかけられ、この曲は作詞家ミシェル・ジュルダンによってアンディ・ボルグが歌うためにドイツ語でカバーされた。
数週間でシングル50万枚の快挙を成し遂げ、1983年には「aimer（愛する）」（M.ジュルダン/アンディ・ボルグ版）がこれに続いた。この堂々とした人気復活によって、彼は新たなツアーを企画した。初めて歌う場所ハイチを皮切りとしてツアーは始まった。
1984年、彼はミシェル・サルドー と エンリコ・マシアスによるレコード会社トレマに移籍した。それまでフレデリック・フランソワは、ヴォーグ社でのLP13枚を発売したが、なによりシングルの売り手だった。ニューアルバム「Mon cœur te dit je t’aime（心があなたに愛していると告げる）」を発売し、3度目のゴールドディスクとなった。
Top 50が誕生したこの年は、フレデリックの経歴における決定的なターニングポイントを示した。というのも、レコード史上初めて歌手が主観ではなく、実際の販売実績によってランキングされたからだ。しかしパリでは依然としてショービジネスはぱっとしなかった。34歳のときに初めてパリのオリンピア劇場に出演した。これはジャン・ミシェル・ボリスとポーレット・コカトリクスを説き伏せることができたマネージャーモイーズ・ベニータのお陰だった。劇場は満員だった。新曲「Je t’aime à l’italienne（イタリア風に愛してる）」への熱狂ぶりは、右岸の大ミュージックホールオリンピア劇場のペディメントに、翌年（1985年）もう一度赤い文字でフレデリックの名前が表示されるほどであり、初めての自著「Les yeux charbon（スモーキー・アイ）（出版社：Carrère-Lafon）」は家族と大衆へのオマージュだった。
1987年4月14日に父ペッピーノ・バラカートが亡くなる。ニューアルバム「Une nuit ne suffit pas（一晩では満足しない）」（作詞家ミカエルとの初コラボ）のヒットと、1988年に三度目のオリンピア劇場出演への覚悟のため、彼はこの試練を乗り越えることができた。
1989年、カナダの25都市と、米国（1989年4月）のマイアミの他、ニューヨークのブルックリンカレッジ、ニューヨーク市立大学クイーンズ校、タウンホールでコンサートを開いた。

### 1990年代
1990年3月1日から18日までの3週間、フレデリック・フランソワの名前がオリンピア劇場にあった。初日の夜ステージを終えると、第4子ヴィクトリアが生まれたと告げられた。ヴィクトリアが生まれたのは、ちょうどリサイタルの最後の曲「Je t’aime à l’italienne（イタリア風に愛してる）」を歌っている時だった。それから2年がたち、右岸の大ミュージックホールオリンピアの舞台にフレデリックは丸ひと月出演した。これは彼の経歴における最長の出演となった。
1993年にトレマを離れ、独自のプロダクションMBMを設立した。それは創作の完全なる自由を獲得すること、そして販売のためにBMGと契約することが目的だった。経歴で最後となる黒色ビニライト製シングル「L’amour c’est la musique（愛は音楽）」を発売した。その後「Tzigane（ツィガーヌ）」というタイトルの最初のCDを発売した（これはベルギーでの最初であり最後のシングルとなった）。
1996年12月20日、フレデリックはローマで教皇ヨハネ・パウロ2世による非公式の聴衆に、他の著名な招待客とともに招かれた。この時彼の人生において初めて教皇の前で、ローマの70名の音楽家の伴奏によりオペラのコーラス隊とともに歌を披露した。
常に敬服の対象だった母が、1997年8月17日に亡くなった。フレデリック・フランソワは 母のために1998年3月に8度目のオリンピア劇場に打ち込んだ。その後30万人以上もの観客を動員するツアーが続いた。人生で初めて、シチリアの生まれ故郷の村レルカーラ・フリッディで歌うことになると知った。コンサートは1999年5月30日に予定された。
このコンサートの数ヶ月前に、「Les plus grandes mélodies italiennes（最も偉大なイタリアンメロディー）」というタイトルで、イタリアのスタンダードのアルバムをレコーディングした（ヴォラーレ、コメ・プリマ、チャオ・チャオ・バンビーナ）。またアルバムには多くのシチリアの人々が知っているファミリーソング「La porta abanidduzza（半開きの扉）」を取り入れ、彼の経歴で初めてシチリアの方言を再評価することになった。それは彼の視点から言えばルーツに立ち返るようなものであり、30年の成功を祝福する一種のやり方だった。 
1999年、LCJ Productionsはアルマン・ロクール監督の映画「Les dédales d'Icare（イカロスの迷宮）」（ベルギー1981年）のVHSを発売した。映画の主題歌「Je voyage（旅立ち）」は主役を務めたフレデリックが歌った。

### 2000年代
フレデリック・フランソワは、21世紀に入るとすぐに2冊目の自著「Ma vie（私の人生）」（出版社：Hors Collection）を出版した。これは、ジャーナリストセルジュ・イゴールとのコラボによるもので、ここで彼はこれまで話したことがないほど自分のことを話し、個人的な写真アーカイブを初めて載せている。
2002年～2003年のツアーは、フランス、ベルギー、スイスにおける連続100以上の公演を記録した。ティノ・ロッシ へのオマージュとして、2003年に、彼のヒット曲「Méditerranée（地中海）」、「Marinella（マリネラ）」、「Ave Maria（アヴェ・マリア）」、「Petit Papa Noël（プチ・パパ・ノエル）」を歌うことにした。
2004年、11回目のオリンピア劇場での公演の際に、フレデリックはエルヴィス・プレスリーの再ブームを受けて、初めて英語で「ラヴ・ミー・テンダー」を歌った。2005年、レコーディングをしなかった3年を経て、彼は15曲からなるCDをリリースした。これには「Et si on parlait d’amour（愛について語るとき）」が含まれていた。CDは数週間で20万枚の売上を記録した。
2005年10月、三冊目の自著「Autobiographie d’un Sicilien（あるシチリア人の自伝）」（出版社：Ramsay）を出版した。このには、フレデリックの価値観と理想が表されている。この年、何人かの女性ファンが、当時有名だったニックネーム「フレド」とは別のニックネームをつけた。彼女たちはフレデリックのことを「La voix de l’amour（愛の声）」と呼んだ。
フレデリック・フランソワは、私生活の断片を作品に採り入れるのが好きだ。したがって2006年6月14日に発売された「Mes Préférences（フレデリックが選ぶベスト）」というタイトルのアルバムはそれを象徴している。というのも自分の経歴と家庭生活の重要な日が、次のようにひとつひとつ結びつけられて記されているからだ。10歳のとき初めて一般大衆の前で歌った歌「O Sole Mio（オー・ソレ・ミオ）」、初めてレコーディングした曲「Petite fille（少女）」、初めて大ヒットした「Laisse-moi vivre ma vie（今日にさようなら）」、母の存命中に敬意を表して制作された歌「Mamina（シチリア方言で『私のいとしいママン』」、末娘ヴィクトリアに捧げた告白「Fou d’elle（彼女に首ったけ）」、父の没後6周年を偲んでつけられたタイトル「Le Strapontin de papa（パパの折り込み椅子）」。
フレデリック・フランソワは1年後に2度「Merci la vie !（ありがとう、人生！）」と言っている。最初は、2007年10月22日のまさしく「Merci la vie !（ありがとう、人生！）」というタイトルのCDの発売で、2度目は2008年10月22日にパトリック・カルパンティエのサイン入りの300枚以上の写真が掲載された写真集「Merci la vie !（ありがとう、人生！）」の出版（出版社：éditions Du Rocher）の時だ。しかし2008年10月26日フレデリックを病が襲う。それはリエージュのフォーラムでのコンサートの少し前のことだった。彼は リエージュ大学病院に2度入院した。一度目は2008年から11月28日から12月22日まで、2度目は2009年2月に2週間入院した。病院のベッドにいるときに、ライブアルバムを発売し、次いで「Tour 2008-Frédéric François-de l’Olympia à Forest National（ツアー2008-フレデリック・フランソワ-オリンピア劇場からフォレスト・ナショナルまで）」のDVD版を発売した。このDVDには、パリのステージとブリュッセルのステージでのパフォーマンスの両方が収録されている。
複数の医師が彼に完全な休暇を強く勧めた。フレデリックは一年間休業した。ベルギーのテレビ局 RTL-TVI のチャンネルで、ガンの研究のためのテレビ放送の際、例外的に大衆の前で歌った。フランク・シナトラ の「Somethin’ Stupid（恋のひとこと）」を娘のヴィクトリアと歌う姿が放送された。このデュエットは、2008年3月のオリンピア劇場でのステージで、ヴィクトリアが18歳の誕生日の日に既に披露されたものだった。2009年10月31日にフレデリックは、中断していたリエージュのフォーラムでのステージのツアーを行うことで活動を再開した。

### 2010年代
2010年、新しいアルバム「Chanteur d'amour（愛を歌う人）」、続いて「Une vie d'amour（愛の人生）」を発売し、またライブを2011年2月11日から20日までオリンピア劇場で、2011年3月5日にフォレスト・ナショナルで開催した。「40 Succès en or（ゴールデンヒット40曲）」のCDを発売したが、これは後にDVDに収録された。
1年のツアーの終わりに、2012年3月3日、4日、オリンピア劇場に戻ったフレデリックをゲストとして友人のリアーヌ・フォリーとロベルト・アラーニャが迎えた。
また2013年10月20日に、France 2の番組Vivement Dimancheに、新しいアルバム「Amor Latino（アモール・ラティーノ）」のプロモーションのために出演した。このステージで、「Qu'as-tu fait de moi（君のせいで）」と「Amor Latino1（アモール・ラティーノ）」を歌った。
この放送の後で、ミシェル・ドリュケールはフレデリック・フランソワのお陰でシーズン最高の視聴率を達成したと言った。アルバム「Amor Latino（アモール・ラティーノ）」は、「フレデリック・フランソワ」スタイルにおける変遷を示すもので、クラシック・ポップ、ロックタンゴ、リズム＆ブルース、エレクトロスイング等と考えられている。
2014年2月28日から3月9日までオリンピア劇場での第14回目のリサイタルを祝った。次いで2015年までツアーを開始し、2014年8月18日に、CD3枚組のベストCDアルバムをリリース。10月20日には、「30 ans d'Olympia - Live 2014（オリンピア劇場の30年 – ライブ2014）」をリリースした。
2014年12月、娘ヴィクトリア・バラカートが新たなプロモーションビデオクリップ「Fidèle（フィデール）」を制作。2014年末のクリスマスホリデーの際に、フレデリック・フランソワは、アルバム「Magie de Noël（クリスマスのマジック）」を発売。これには、スタンダードのクリスマスソングや、世界共通の曲の他、未発表の「Avant Noël（クリスマスの前に）」が収録された。

## 仕事の経歴
40年の経歴を祝ったばかりだったが、フレデリック・フランソワのコンサートチケットは完売し、CDの売上は3,500万枚を突破した。これによりフレデリックは、サルヴァトール・アダモ、ジャック・ブレル2に次いで 音楽史史上最多販売実績を誇るベルギー国籍の歌手第3位となった。シングルとアルバム合わせ85枚のゴールドディスクを獲得し、ビデオとDVDの売上に15回金賞を受賞した。4ヶ国語で350曲を歌っている。

## 主なヒット曲
- 1971 : Je n’ai jamais aimé comme je t’aime,（まるで初恋のように）, ヴォーグ
- 1972 : Je voudrais dormir près de toi, （君のそばで眠りたい）, ヴォーグ
- 1972 : Laisse-moi vivre ma vie, （今日にさようなら）, ヴォーグ
- 1973 : Quand vient le soir on se retrouve, Vogue
- 1973 : Un chant d'amour un chant d'été, Vogue
- 1973 : Viens te perdre dans mes bras,（僕の腕の中に）, ヴォーグ
- 1973 : Pour toi, Vogue
- 1974 : Il est déjà trop tard （遅すぎた恋） / Viens me retrouver （思い出を消さないで）
- 1974 : Si je te demande Vogue
- 1975 : Chicago, （シカゴ）, ヴォーグ
- 1984 : On s’embrasse, on oublie tout, （なにもかも忘れてキスしよう）, ヴォーグ
- 1984 : Mon cœur te dit je t’aime,（心があなたに愛していると告げる）, トレマ
- 1985 : Je t’aime à l’italienne, （イタリア風に愛してる）, トレマ
- 1987 : Une nuit ne suffit pas, （一晩では満足しない）, トレマ
- 1988 : L’amour s’en va l’amour revient,（愛は去り、そしてまた来る）, トレマ
- 1989 : Qui de nous deux,（二人のどちらが）, トレマ
- 1990 : Est-ce que tu es seule ce soir, （今夜君がひとりなら）, トレマ
- 1993 : Tzigane, （ツィガーヌ）, MBM-BMG
- 1995 : Les Italos-Américains,（イタリア系アメリカ人）, MBM-BMG
- 1997 : L’amour fou, （盲目の愛）, MBM-BMG
- 1997 : Je ne t’oublie pas,（あなたを忘れない）, MBM-BMG
- 2001 : Un slow pour s’aimer,（スローに愛して）, MBM-BMG
- 2005 : Et si l’on parlait d’amour,（そして愛を語るなら）, MBM-BMG
- 2007 : Merci la vie, （ありがとう、人生）, MBM-Sony/BMG
- 2010 : Chanteur d'amour, （愛を歌う人）, MBM-Sony/BMG
- 2013 : Amor Latino, （アモール・ラティーノ）, MBM-Sony/BMG

## ディスコグラフィ

### シングルレコード
- 1966 : Petite fille, （少女）, ポリドール
- 1969 : Sylvie,（シルヴィー）, バークレー
- 1970 : La nuit n’a pas de couleur, （夜には色がない）, バークレー
- 1970 : Marian, （マリアン）, バークレー
- 1970 : Triste Matin,（悲しい夜明け）, バークレー
- 1970 : Mini maxi Dolly, （ミニマキシドリー）, バークレー
- 1971 : Jean, （ジーン）, AZ
- 1971 : Mini maxi Dolly, （ミニマキシドリー）, AZ
- 1971 : Shabala, （シャバラ）, AZ
- 1971 : I love you, je t’aime ',（アイラブユー ジュテーム）, AZ
- 1971 : I love you je t'aime（アイラブユー ジュテーム）+suis je né pour pleurer（+夜の風の中に）, ロンドン-カナダ
- 1971 : I love you je t’aime,（アイラブユー ジュテーム）, Ekipo-スペイン
- 1971 : I love you, je t’aime, （アイラブユー ジュテーム）, Vogue-Belgiqueヴォーグ-ベルギー
- 1971 : I love you ti amo, （アイラブユー ティアモ）, Rare-イタリア
- 1971 : Shabala,（シャバラ）, ヴォーグ-ベルギー
- 1971 : Je n’ai jamais aimé comme je t’aime,（まるで初恋のように）, ヴォーグ
- 1971 : Ma chance c’est de t’avoir, （運よくあなたを）, ヴォーグ-ベルギー
- 1972 : Amare e' avere te （Ma chance c'est de t'avoir（運よくあなたを）のイタリア語版）, CBS-Sugar-ヴォーグ
- 1972 : Ma chance c'est de t'avoir,（運よくあなたを）, Ekipo-スペイン
- 1972 : Ma vie c'est toi, Vogue
- 1972 : Shabala,（シャバラ）, Ekipo-スペイン
- 1972 : Je voudrais dormir près de toi,（君のそばで眠りたい）, ヴォーグ
- 1972 : Je voudrais dormir près de toi, （君のそばで眠りたい）, ヴォーグ-日本
- 1972 : Laisse-moi vivre ma vie, （今日にさようなら）, ヴォーグ
- 1972 : Laisse-moi vivre ma vie,（今日にさようなら）, ヴォーグ-ポルトガル
- 1972 : Laisse-moi vivre ma vie, （今日にさようなら）, ヴォーグ-日本
- 1973 : Quand vient le soir on se retrouve, （陽が沈んだら）, ヴォーグ
- 1973 : Quand vient le soir on se retrouve, （陽が沈んだら）, ヴォーグ-ポルトガル
- 1973 : Pour toi, （君のために）, ヴォーグ
- 1973 : Un chant d’amour, un chant d’été, （愛の引き潮）, ヴォーグ
- 1973 : Un chant d’amour, un chant d’été, （愛の引き潮）, ヴォーグ-日本
- 1973 : Tu non sei piu' come una volta (laisse moi vivre ma vie) ,（イタリア語版 今日にさようなら）, ヴォーグ-イタリア
- 1973 : Viens te perdre dans mes bras, （僕の腕の中に）, ヴォーグ
- 1973 : Viens te perdre dans mes bras, （僕の腕の中に）, ヴォーグ-ポルトガル
- 1974 : N’oublie jamais (+ Si je te demande)（愛の想い出）（+ Si je te demande（僕の願い））, ヴォーグ
- 1974 : N’oublie jamais (+ Tu veux rester libre) （愛の想い出）（+ Tu veux rester libre（さよならモナムール））, Alvaroda-Portugalポルトガル
- 1974 : Il est déjà trop tard, （遅すぎた恋）, ヴォーグ
- 1974 : Tant que je vivrai,（生命ある限り）, ヴォーグ
- 1975 : Mal tu me fais mal, （愛の傷あと）, ヴォーグ
- 1975 : Maintenant que tu es loin de moi, （君は今遠くに）, ヴォーグ
- 1975 : Chicago（シカゴ）（+ Comment veux-tu que je t’oublie（どんな風に君を忘れたら））, ヴォーグ
- 1975 : C’est Noël （星のクリスマス）（+ C’est Noël 星のクリスマスコーラス付バージョン）, ヴォーグ-ベルギー
- 1975 : Tu veux rester libre （さよならモナムール）（+ c'est noël 星のクリスマス付）, ヴォーグ-東宝芸音-日本
- 1975 : Chicago（シカゴ）（+ C’est ma faute私の過ち）, Ariola-ドイツ
- 1976 : Baby dollar, （ベビー・ダラー）（+ Fanny Fannyファニー・ファニー）, Ariola-ドイツ
- 1976 : Fanny Fanny, （ファニー・ファニー）, ヴォーグ
- 1976 : Baby dollar （ベビー・ダラー）（+ Fanny Fannyファニー・ファニー）, Ariola-ドイツ
- 1976 : San Francisco, （サンフランシスコ）, ヴォーグ
- 1976 : San Francisco, （サンフランシスコ）, ヴォーグ-日本
- 1976 : C’est Noël（星のクリスマス）（+ C’est ma faute私の過ち）, ヴォーグ
- 1977 : On comprend toujours quand c’est trop tard, （遅すぎることが分かっても）, ヴォーグ
- 1977 : De Venise à Capri, （ヴェニスからカプリ島へ）, ヴォーグ
- 1977 : De Venise à Capri,（ヴェニスからカプリ島へ）, Ariola-ドイツ
- 1977 : Belle, tu es belle（君は美しい）（+ Valentino（ヴァレンチノ））, ヴォーグ
- 1977 : Belle, tu es belle （君は美しい）（+ Valentino（ヴァレンチノ））, Ariola-ドイツ
- 1978 : Sois romantique, （ロマンチックに）, ヴォーグ
- 1978 : Au dancing de mon cœur,（気分しだいで踊って）, ヴォーグ
- 1978 : Giorgia,（ジョルジア）, ヴォーグ
- 1979 Un amour d’aujourd’hui, （今日の愛）, ヴォーグ
- 1979 : Via Italia （ヴィア・イタリア）（+ Seul（ひとりぼっちで））, ヴォーグ
- 1980 : Via Italia （ヴィア・イタリア）（+ N’oublie jamais nous deux（私たちの愛の想い出））, Vogueヴォーグ
- 1980 : Qui t’a dit qu’en ce temps là,（その時君に言った人）, ヴォーグ
- 1980 : Je rêve sur mon piano, （私のピアノに思いを巡らす）, ヴォーグ
- 1980 : Je rêve sur mon piano, （私のピアノに思いを巡らす）, ヴォーグ-ベルギー
- 1981 : Je veux chanter la nostalgie, （ノスタルジーを歌いたい）, ヴォーグ
- 1981 : Douce Douce, （優しく優しく）, ヴォーグ
- 1982 : J'aimerai te faire du bien （君に優しく）（+ Le p'tit yellow submarine（小さなイエローサブマリン））, プロモ ヴォーグ-Modulation—カナダ
- 1982 : Un homme dans ta vie （あなたの人生のひと）（+ Lisa donna Lisa（リザ・ドナ・リザ））, プロモ ヴォーグ-Modulation—カナダ
- 1982 : On s’aimera toute la vie (duo avec Gloria),（生涯愛する）（グロリアとのデュエット）, ヴォーグ
- 1982 : Adios amor （アディオス・アモール）（+ Nous étions des amis（私たちは友達だった））, ヴォーグ
- 1982 : Adios amor （アディオス・アモール）（+ I love you, je t’aime（アイラブユー ジュテーム）スペイン語版）, ヴォーグ
- 1982 : Je n’ai jamais aimé comme je t’aime, （まるで初恋のように）, Ekipo-スペイン
- 1982 : Tu veux rester libre, （さよならモナムール）, ヴォーグ-日本
- 1983 : Aimer, （愛する）, ヴォーグ
- 1984 : On s’embrasse, on oublie tout, （何もかも忘れてキスしよう）, トレマ
- 1984 : Mon cœur te dit je t’aime,（心があなたに愛していると告げる）, トレマ
- 1985 : Une femme pour toute la vie, （生涯のひと）, トレマ
- 1985 : Je t’aime à l’italienne, （イタリア風に愛してる）, トレマ
- 1986 : Quand papa chantait, （パパが歌ったとき）, トレマ
- 1986 : L’aimer encore,（まだ愛してる）, トレマ
- 1987 : Nina Ninouschka, （ニーナ、ニヌーシュカ）, トレマ
- 1987 : Une nuit ne suffit pas, （一晩では満足しない）, Tremaトレマ
- 1988 : Çà commence comme une histoire d'amour（始まりは愛の物語のように）（+ Un garçon pleure（少年は泣く））, トレマ-Trans-カナダ
- 1988 : L’amour s’en va l’amour revient, （愛は去り、そしてまた来る）, Tremaトレマ
- 1989 : Une simple histoire d’amour, （単なる愛の物語）, Tremaトレマ
- 1989 : Qui de nous deux, （二人のどちらが）, Tremaトレマ
- 1990 : C’est toi qui pars, （君が行ってしまう）, Tremaトレマ
- 1990 : Est-ce que tu es seule ce soir, （今夜君がひとりなら）, Tremaトレマ
- 1991 : Je me battrai pour elle,（彼女のために頑張ろう）, Tremaトレマ
- 1992 : Je ne te suffis pas,（君を満足させられない）, Tremaトレマ
- 1992 : Bleu méditerranée,（青い地中海）, Tremaトレマ
- 1992 : Encore une nuit sans toi,（あと一晩君はいない）, Tremaトレマ
- 1993 : L’amour c’est la musique,（愛は音楽）, MBM-BMG
- 1993 : Tzigane,（ツィガーヌ）, MBM-BMG-ARIOLA Belgique

### シングル レーザーディスク
- 1990 : Est ce que tu es seule ce soir, （今夜君がひとりなら）, トレマ-Pathé Marconi
- 1991 : Je me battrai pour elle, （彼女のために頑張ろう）, トレマ-Pathé Marconi
- 1992 : Je ne te suffis pas,（君を満足させられない）, トレマ-ソニー・ミュージック
- 1992 : Bleu méditerranée,（青い地中海）,トレマ-ソニー・ミュージック
- 1992 : Encore une nuit sans toi,（あと一晩君はいない）, トレマ
- 1993 : L'amour c'est la musique,（愛は音楽）, MBM-BMG
- 1993 : Tzigane, （ツィガーヌ）, MBM-BMG
- 1993 : Si tu t’en vas, （君が行ってしまっても）, MBM-BMG
- 1994 : Fou d’elle (Live Olympia 94), （彼女に首ったけ）（オリンピア劇場ライブ1994）, MBM-BMG
- 1995 : Les Italo-Américains, （イタリア系アメリカ人）, MBM-BMG
- 1995 : En plein soleil,（太陽が輝く中で）, MBM-BMG
- 1995 : Y a-t-il quelqu’un ?,（誰かいる？）, MBM-BMG
- 1995 : O Sole mio, （オー・ソレ・ミオ）, MBM-BMG
- 1996 : Funiculi Funicula （フニクリ・フニクラ）（プロモ）, MBM-BMG
- 1996 : Luna Rossa （ルナロッサ）（プロモ オリンピア劇場ライブ1996）, MBM-BMG
- 1997 : L’amour fou, （盲目の愛）, MBM-BMG
- 1997 : Je ne t’oublie pas, （あなたを忘れない）, MBM-BMG
- 1997 : Chiquita, （チキータ）, MBM-BMG
- 1997 : Le jardin de mr Paul, （ミスターポールの庭）, MBM-BMG
- 1998 : Je veux tout, （すべてがほしい）, MBM-BMG
- 1999 : Volare, （ヴォラーレ）, MBM-BMG
- 2001 : Mourir d'amour （恋しくて死にそう）（プロモ オリンピア劇場ライブ2000）, MBM-BMG
- 2001 : Un slow pour s'aimer, （スローに愛して）, MBM-BMG-Une Musique
- 2002 : Ensemble on gagnera,（一緒にやって行く）, MBM-BMG-Une Musique
- 2002 : Tant qu'il y aura des femmes, （女たちがいる限り）, MBM-BMG
- 2002 : Petite maman（いとしいママン）（ボーナス版）, MBM-BMG-Une Musique
- 2003 : Méditerranée/Quand Tino chantait,（地中海/ティノが歌ったとき）, MBM-BMG
- 2003 : Paix sur la terre （この世の平和）（スタジオ/ライブ版）, MBM-BMG
- 2005 : Et si on parlait d'amour（愛について語るとき）（プロモ）, BMG Media
- 2005 : Tu sais bien,（分かってるね）, MBM-ソニー-BMG
- 2007 : Une rose dans le désert, （砂漠の薔薇）, MBM-BMG-ソニー-コロンビア-ヴォーグ
- 2007 : L'amour c'est comme le tango, （愛はタンゴのように）, MBM-BMG-ソニー-コロンビア-ヴォーグ
- 2008 : Somethin' stupid（恋のひとこと）（プロモ ライブツアー 2008）, MBM-ソニー-BMG
- 2009 : Somethin' stupid （恋のひとこと）+ ビデオクリップ（ライブツアー 2008）, MBM-ソニー・ミュージック
- 2010 : C'est plus fort que moi （どうにもならない）/Chanteur d'amour（愛を歌う人）/Ils font un rêve（二人は夢見た）, MBM-ソニー・ミュージック
- 2011 : La Tarentelle d'amour （愛のタランテラ）（プロモ ツアーpromo tour 2011）, MBM-ソニー・ミュージック
- 2012 : Je n'ai pas fini de t'aimer, （愛するのを止められなかった）, MBM-ソニー・ミュージック
- 2013 : Amor latino /Qu'as tu fait de moi/Ok pour t'emmener, （アモーレ・ラティーノ/君のせいで/OK、連れて行ってあげる）, MBM-ソニー・ミュージック

### LPレコード
- 1971 : I love you, je t’aime, （アイラブユー ジュテーム）, ヴォーグ
- 1971 : I love you, je t’aime, （アイラブユー ジュテーム）, ロンドン－カナダ
- 1972 : Je voudrais dormir près de toi,（君のそばで眠りたい）, ヴォーグ
- 1972 : Je voudrais dormir près de toi,（君のそばで眠りたい）, ヴォーグ-ベルギー
- 1972 : Je voudrais dormir près de toi,（君のそばで眠りたい）, ヴォーグ-スペイン
- 1972 : Je voudrais dormir près de toi,（君のそばで眠りたい）, ヴォーグ-アルゼンチン
- 1973 : Laisse-moi vivre ma vie, （今日にさようなら）, ヴォーグ
- 1973 : Viens te perdre dans mes bras,（僕の腕の中に）, ヴォーグ
- 1973 : Ma vie en musique (version instrumentale, vol 1),（音楽の人生）（インストゥルメンタル, vol 1）, ヴォーグ
- 1973 : 12 premiers succès de Frédéric François,（フレデリック・フランソワ ベストヒット12曲）, ヴォーグ-日本
- 1974 : Tant que je vivrai,（生命ある限り）, ヴォーグ
- 1974 : Tant que je vivrai,（生命ある限り）, ヴォーグ-日本
- 1974 : Viens te perdre dans mes bras,（僕の腕の中に）, ヴォーグ-日本
- 1975 : Chicago, （シカゴ）, ヴォーグ
- 1976 : San Francisco, （サンフランシスコ）, ヴォーグ
- 1976 : Ma vie en musique,（音楽の人生）, ヴォーグ-アルゼンチン
- 1977 : Belle tu es belle,（君は美しい）, ヴォーグ
- 1977 : Laisse-moi vivre ma vie,（今日にさようなら）, ヴォーグ-日本
- 1978 : Giorgia,（ジョルジア）, ヴォーグ
- 1979 : Giorgia,（ジョルジア）, ヴォーグ-アルゼンチン
- 1980 : Qui t’a dit qu’en ce temps là, （その時君に言った人）, ヴォーグ
- 1981 : Je veux chanter la nostalgie,（ノスタルジーを歌いたい）, ヴォーグ
- 1981 : Un chant d’amour un chant d’été,（愛の引き潮）, ヴォーグ-日本
- 1982 : Adios amor, （アディオス・アモール）, ヴォーグ
- 1983 : Aimer, （愛する）, ヴォーグ
- 1984 : Mon cœur te dit je t’aime, （心があなたに愛していると告げる）, トレマ
- 1985 : Je t’aime à l’italienne, （イタリア風に愛してる）, トレマ
- 1986 : L’aimer encore,（まだ愛してる）, トレマ
- 1988 : Une nuit ne suffit pas,（一晩では満足しない）, トレマ
- 1988 : Live de l’Olympia, （オリンピア劇場ライブ）, トレマ
- 1989 : L’amour s’en va, l’amour revient, （愛は去り、そしてまた来る）, トレマ
- 1990 : Qui de nous deux, （二人のどちらが）, トレマ
- 1990 : Olympia 90, （オリンピア劇場90）, トレマ
- 1991 : Est-ce que tu es seule ce soir, （今夜君がひとりなら）, トレマ
- 1992 : Je ne te suffis pas,（君を満足させられない）, トレマ

### アルバム レーザーディスク
- 1984 : Mon cœur te dit je t’aime, （心があなたに愛していると告げる）, トレマ
- 1985 : Je t’aime à l’italienne, （イタリア風に愛してる）, トレマ
- 1986 : L’aimer encore,（まだ愛してる）, トレマ
- 1988 : Une nuit ne suffit pas, （一晩では満足しない）, トレマ
- 1988 : Live de l’Olympia, （オリンピア劇場ライブ）, トレマ
- 1989 : L’amour s’en va, l’amour revient, （愛は去り、そしてまた来る）, トレマ
- 1990 : Qui de nous deux,（二人のどちらが）, トレマ
- 1990 : Olympia 90,（オリンピア劇場90）, トレマ
- 1991 : Est-ce que tu es seule ce soir, （今夜君がひとりなら）, トレマ
- 1992 : Je ne te suffis pas, （君を満足させられない）, トレマ
- 1990 : Olympia 90, （オリンピア劇場90）, トレマ
- 1991 : Est-ce que tu es seule ce soir, （今夜君がひとりなら）,トレマ
- 1992 : Je ne te suffis pas, （君を満足させられない）, トレマ
- 1993 : Tzigane, （ツィガーヌ）, MBM-BMG
- 1994 : Les chansons de mon cœur,（私の心の歌）,MBM-BMG
- 1994 : Olympia 94, （オリンピア劇場94）, MBM-BMG
- 1995 : Les Italo-Américains, （イタリア系アメリカ人）, MBM-BMG
- 1995 : Les plus grandes chansons napolitaines, （最も有名なカンツォーネ・ナポレターナ：ナポリ民謡）, MBM-BMG
- 1996 : Album d’or, （ゴールド・アルバム）, MBM-BMG
- 1996 : Olympia 96, （オリンピア劇場96）, MBM-BMG
- 1997 : Les chansons de mon cœur vol 2, （私の心の歌 vol 2）, MBM-BMG
- 1997 : Je ne t’oublie pas, （あなたを忘れない）, MBM-BMG
- 1998 : Olympia 98, （オリンピア劇場98）, MBM-BMG
- 1998 : Best of de mes Olympia, （私のオリンピア劇場ベスト）, MBM-BMG
- 1998 : Pour toi Maman édition spéciale 4 CD （ママのために 特別版 4 CD） MBM-BMG
- 1999 : Les plus grandes mélodies italiennes, （最も偉大なイタリアンメロディー）, MBM-BMG
- 1999 : Frédéric François « Le collector », （フレデリック・フランソワ コレクターズエディション）, MBM-BMG
- 2000 : Olympia 2000, （オリンピア劇場2000）, MBM-BMG
- 2001 : Un slow pour s’aimer, （スローに愛して）, MBM-BMG
- 2001 : 60 chansons 3 CD, （60曲 3 CD）, MBM-BMG
- 2001 : L’essentiel, （ベストアルバム「エッサンシエル」）, MBM-BMG
- 2002 : Frédéric François chante Noël, （フレデリック・フランソワが歌うクリスマス）, MBM-BMG
- 2003 : Olympia 2002 spectacle intégral, （オリンピア劇場2000完全版）, MBM-BMG
- 2003 : Les romances de toujours, （永遠のロマンス）, MBM-BMG
- 2004 : 30 chansonsde légende, （レジェンド30曲）, MBM-BMG
- 2004 : Un été d’amour, （愛の夏）, MBM-BMG
- 2005 : Bailamos, （バイラモス）, MBM/ソニー-BMG
- 2005 : Et si l’on parlait d’amour, （そして愛を語るなら）, MBM/ソニー-BMG
- 2005 : Olympia 2005, （オリンピア劇場2005）, MBM/ソニー-BMG
- 2006 : Les chansons mythiques des années 70, （70年代の伝説の曲）, MBM/ソニー-BMG
- 2006 : Les indispensables, （ベストアルバム「アンディスパンサブル」）, MBM/ソニー-BMG
- 2006 : Mes préférences, （フレデリック・フランソワ自身が選んだベスト曲）, MBM/Sony-BMG
- 2007 : Pour toi maman 2007, （ママンのために2007）, MBM/ソニー-BMG
- 2007 : Une vie d’amour, （愛の人生）, MBM/ソニー-BMG
- 2007 : Merci la vie,（ありがとう、人生）, MBM/ソニー-BMG
- 2008 : 20 ans d’Olympia, （オリンピア劇場の20年）, MBM/ソニー-BMG
- 2008 : Tour 2008 de l’Olympia à Forest National, （ツアー2008 オリンピア劇場からフォレスト・ナショナルまで）, MBM/ソニー-BMG
- 2010 : Chanteur d'amour, （愛を歌う人）, MBM/ソニー-BMG
- 2011 : 40 succès en or, （ゴールデンヒット40曲）, MBM/ソニー-BMG
- 2011 : Tour 2011-Le spectacle anniversaire,（ツアー2011 アニバーサリースペクタクル）, MBM/ソニー-BMG
- 2012 : Je n'ai pas fini de t'aimer / Parler d'amour, （愛するのを止められなかった）, MBM/Sonyソニー-BMG
- 2012 : Pour toi maman 2012, （ママンのために2012）, MBM/ソニー-BMG
- 2012 : Album d'Or 2012,（ゴールド・アルバム）, MBM/ソニー-BMG
- 2012 : L'intégrale 1992 à 2012,（インテグラル1992-2012）, MBM/ソニー-BMG
- 2013 : Amor Latino, （アモール・ラティーノ）, MBM/ソニー-BMG
- 2014 : Best of - 3CD,（ベスト・オブ3CD）, MBM/ソニー-BMG
- 2014 : 30 ans d'Olympia - Live 2014 , （オリンピア劇場の30年-ライブ2014）（2014年10月20日発売予定）（prévu pour le 20 octobre 2014）, MBM/ソニー-BMG
- 2014 : La Magie de Noël, （クリスマスのマジック）, MBM/ソニー-BMG
- 2015 : Fidèle, （フィデール）, MBM/ソニー-BMG
- 2015 : 30 ans d'Olympia - Live 2014 - includes a DVD MBM/Sony-BMG

### DVD
- 1990 : Forest National 1990 - Live 90
- 1994 : Spectacle au Canada - Live 94
- 1996 : 25 ans d'Amour - Olympia 1996
- 1998 : Olympia 1998 - Live 98
- 2000 : 2000 ans D'amour - Olympia 2000
- 2000 : La vidéo du Siècle
- 2001 : Karaoké
- 2003 : Olympia 2002 - Live 2002
- 2006 : Olympia 2005 - Live 2005
- 2006 : Olympia 2002, Olympia 2005 et Karaoké
- 2008 : Ma vidéo d'Or - 20 ans d'images coup de coeur
- 2009 : Tours 2008 de l'Olympia à Forest National - Live 2008
- 2009 : La vidéo d'Or de mes tendre années
- 2011 : Tours 2011 - Spectacle Anniversaire
- 2015 : 30 ans d'Olympia - Olympia 2014 (Prévue pour le 27 Avril 2915)

## オーディオビジュアル
1969年の夏、初めて、ラジオからフレデリック・フランソワが歌うのが聞こえた。それはベルギーの放送局RTBFの放送だった。彼は「Sylvie（シルヴィー）」を歌った。それから数週間後に、今度はこの放送局に、最初のラジオ番組のゲストとして出演した。
フランスでは1970年に、Europe N°1が初めてフレデリック・フランソワの曲「Jean（ジーン）」を放送した。この曲は、このラジオ局のヒットパレードに初めてランクインした。1971年後半、「Je n’ai jamais aimé comme je t’aime（まるで初恋のように）」は、ベルギーの放送局RTBFの番組「Formule J」で初めて流れた。この曲は、13週連続1位に輝いた。ノール・パ・ド・カレ地域圏のフランス人は、ベルギーから放送されるラジオを大いに聞くことができた。フランスのレコード店にはこのシングルはなかった。何故ならフランスでは販売されていないためだ。国境を超えてベルギーのレコード店に買いに行った。
1972年にフランスのEurope N°1のラジオ番組に初出演した。「Je voudrais dormir près de toi（君のそばで眠りたい）」の発売の際に、ジャック・ウレヴィチの司会の番組「5, 6, 7」だった。またこのラジオ局に ミシェル・ベルジェとミシェル・ジョナスが初出演したことにも注目したい。
テレビ初出演は、1972年、当時フランスで唯一のテレビ局ORTFの番組だった。ギ・リュクスの司会による番組は、ノジャン・シュール・マルヌ（ヴァル・ド・マルヌ県）の白ワイン祭りからリアルタイムで中継放送された。フレデリックはマイク・ブラントとともに山車に乗り、二人は町のあらゆる道を練り歩いたのだった！
この年、彼は2度目のテレビ出演を果たした。それはダニエル・ジルベール と ジャック・マルタンが司会を務める番組「Midi-Première」への出演だった。そこでイタリアシチリア系ベルギー人サルヴァトール・アダモと初めて出会った。アダモは既に大スターだった。この日二人の間には永遠に変わらぬ友情が生まれた。
1973年、Europe N°1のプレゼンタークリスチャン・モランが、「Le hit parade」という名前の番組の中で、フレデリックを「Frédo（フレド）」のニックネームで呼んだ最初の人物となった。フレデリックは、ニューシングル「Laisse-moi vivre ma vie（今日にさようなら）」の100万人目の購入者に記念品を贈るために招かれたのだった。
1974年12月、RTLに生出演し歌った。大スタジオではなかったが、イヴリーヌ県のル・シェネの教会で、200人の子供たちとその両親の前で歌ったのだった。
この募金による収益金は、ギャルシュ（オー＝ド＝セーヌ県）の障害のある子供たちと、アントニーの都市の施設「Le Nid」の父親のいない子供たちに寄付された。1975年初め、La première chaîne de l’ORTFでのベルナール・ゴレイが司会を務める番組「Samedi est à vous」で、フレデリックは視聴者への「あなたの好きな男性歌手は誰ですか？」という質問で、マイク・ブラントとともに、第1位に輝いた。 
1975年から1979年まで、ギ・リュクスとジャン・ピエール・フーコーが司会を務めるAntenne 2の番組「Ring-Parade」に長期間の出演を果たした。
ラジオは、フレデリック・フランソワの経歴において決定的なものだった。というのも海賊放送のお陰で、再びヒット曲が生まれたからだ。海賊放送は誕生したばかりだったが、1982年に「Adios Amor（アディオス・アモール）」が頻繁にかけられ、このことによって、売れない3年という長い時期から抜け出すことができた。
1983年から1998年まで、番組Dimanche Martinの一環として、ジャック・マルタンの番組L’École des Fansに何度もゲスト出演した。
1984年から、パスカル・セルヴァンは定期的にフレデリックに番組La Chance aux Chansonsへの出演を依頼した。1995年、セカンドアルバム「Les Italos-Américains（イタリア系アメリカ人）」の発売の際、一週間この番組にメインゲストとして出演した。
1988年に、ベルギーのチャンネル RTL-TVIの全く新しい番組「Télévie」の発放送に出演した。この番組は、白血病のための寄付を募集した。フレデリックは今日に至るまで、毎年名誉にかけてもこの番組に出演しなければならないと考えている。フランスでは、1988年のジャン・ピエール・フーコーの番組「Sacrée Soirée」で、息子のアントニーが姉グロリア（ギター）と兄ヴァンサン（ピアノ）の伴奏で、「Chicago（シカゴ）」を歌って、彼を驚かせた。
1988年12月17日、パトリック・サバティエはTF1の番組「Avis de Recherche」でフレデリックを特集した。彼と7人の兄弟姉妹は、初めてテレビのスタジオに集まった。彼の妻モニクが大衆の前で歌ったのはたった一度きりだった。それは「Sacrée Soirée」の1991年2月14日のバレンタインデーのためで、フレデリックと「Mon cœur te dit je t’aime（心があなたに愛していると告げる）」をデュエットした。
1991年4月12日、番組「Tous à la Une」は、フレデリックをTF1の特別編集長として迎えることを依頼した。フレデリック・ミッテランは、1994年6月17日「C’est notre vie」でフレデリックを特集し、この番組で若い間に夢見ていた女優ジーナ・ロロブリジーダと出逢った。ギターを弾きながら、イタリア語で「マリウ愛の言葉を（Le Chaland qui passe）」を即興で歌った。というのもこの曲がジーナのお気に入りで、イタリアにおける多くのカルト映画のテーマだったと知っていたからだった。
1999年RTL-TVI と マリレーヌ・ベルグマンはブリュッセルのシルク・ロワイヤルで彼の公開録画特別番組を行った。2009年4月25日に、ベルギーのテレビ局RTL-TVIの新番組「Au cœur de Télévie」の主催者になった。これは、ガンの不幸をルポルタージュやインタビューによっていっそう理解を深めてもらうためだった。同日このテレビ局で、ガンのあらゆる形態に関する研究のため、毎年の「Télévie」と同じように、ステージに立った。この夜歌を歌ったのは、休業後6ヶ月ぶりのことだった。
フランスでは、2008年10月17日のコンサート以来、彼は人前に姿を現すことはなかったが、France 2のソフィー・ダヴァンの番組「C’est au programme」に、2009年5月14日に出演し元気な姿を見せ世間を驚かせた。またラジオでは、一度のみ沈黙を破り、Europe 1のTop 50 new-lookに夏の間じゅう出演していたデイヴの依頼で出演した。これは2009年8月17日に放送された。
2010年、番組ダニエラ・リュンブローゾの番組「Chabada」の際、フレデリック・フランソワは、サルヴァトール・アダモ、テノール歌手ロベルト・アラーニャとともに出演した。この3人の歌手は誰一人当初のプログラムを尊重せず（3人はそれぞれ、ポルナレフ、ブラッサンス、ルイ・マリアーノを尊敬していた）、3人一緒にスタジオで「シチリア」のムードを漂わせながら、子供の頃の想い出を音楽で綴った。
2011年、ミシェル・ドリュケールが、「Vivement Dimanche」のイタリアでのスペシャル番組にフレデリック・フランソワをゲストとして呼んだ際に、オルネラ・ヌーティ、アルトゥーロ・ブラケッティ、レ・プレートルと再会する。この年ステファン・パウエルはベルギーのテレビチャンネルRTL-TVIで新しい番組「Les orages de la vie」を開始した。この番組の趣旨は売れない時代を過ごした最も偉大なスターのみを紹介するというものだった。
2010年代に、フレデリック・フランソワは、パトリック・セバスチャンの「Les Années Bonheur」、イヴ・ルコックが司会を行うユンベール・イバの「Les Grands du Rire」、RTL-TVIチャンネルの「Face à Face」を始めとし、多くの番組に定期的に出演している。
2014年初め、フレデリックはソフィー・ダヴァンの番組「C'est au programme」に出演し、この番組で作家マルク・レヴィはまるで小さなフランチェスコ・バラカートの並外れた運命を書き記したように、彼を熱烈に褒め称えた。フレデリック・フランソワは非常に感激し、それは、新たなツアーに、「Hommage à mon père（父へのオマージュ）」として、このビデオを組み込みたいと思うほどだった。

## 著作
- 1985 : 「Les yeux charbonLes yeux charbon（スモーキー・アイ）」（出版社：Carrère-Lafon）
- 2000 : 「Ma Vie（私の人生）」（出版社：Hors Collection）（セルジュ・イゴールとのコラボ）
- 2005 : 「Autobiographie d’un sicilien（あるシチリア人の自伝）」（出版社：Ramsay）
- 2008 :「Merci la vie !（ありがとう、人生！）」（出版社：éditions Du Rocher）（パトリック・カルパンティエとのコラボ）
- 2011 : 「Une vie d'amour（愛の人生）」

## 勲章
- 1999 : レオポルド2世勲章芸術文化勲章シュヴァリエ受章。ベルギーの文化大臣ピエール・アゼット3より直接授与。
- 2008 : ワンズ（ベルギー）の名誉市民章受章。
- 2009 : イタリア共和国功労勲章の受勲者。イタリア評議会議長シルヴィオ・ベルルスコーニの承認の上、リエージュ駐在イタリア領事より直接授与。この勲章は、ベルギー唯一の鉱山博物館ブレニー鉱山で1万人の人々を前に授与された。移民イタリア人アーティストがこの勲章を受章したのはこれが最初である。
- 2011 : リエージュ州大使。
- 2012 : 生まれ故郷のシチリア州パレルモ、レルカーラ・フリッディよりRemise des clés章受章（名誉市民章と同等）。
- 2013 : ベルギーの首エリオ・ディリポからCœur de Cristal章受章。